# Caloplaca invadens
Caloplaca invadens är en lavart som beskrevs av Bernt Arne Lynge. Caloplaca invadens ingår i släktet orangelavar, och familjen Teloschistaceae. Arten är reproducerande i Sverige.